# 東三条殿

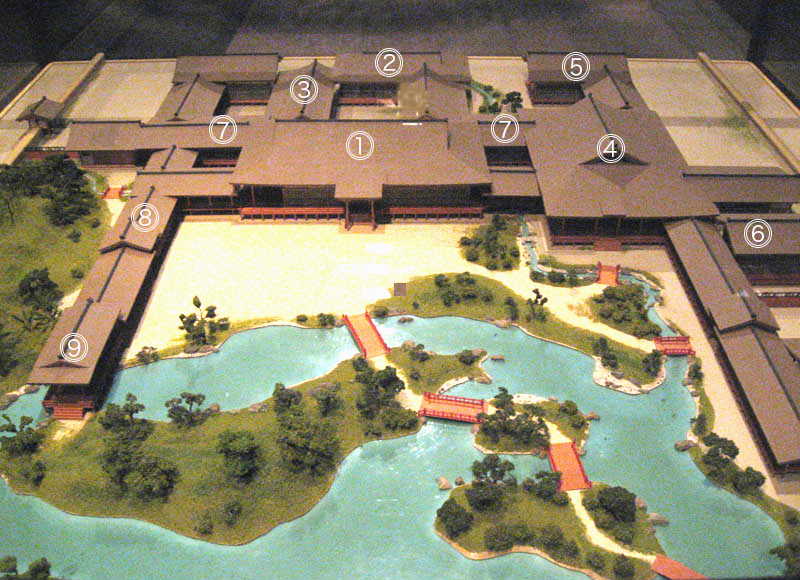
東三条殿復元模型（京都文化博物館）
----
1. 寝殿（しんでん）、2. 北対（きたのたい）、3. 細殿（ほそどの）、4. 東対（ひがしのたい）、5. 東北対（ひがしきたのたい）、6. 侍所（さむらいどころ）、7. 渡殿（わたどの）、8. 西透廊（にしすきろう）、9. 釣殿（つりどの）

東三条殿（ひがしさんじょうどの、とうさんじょうどの、とうさんじょうでん）は、平安時代に平安京左京3条3坊1町及び2町（二条大路南西洞院大路東）の南北2町に跨って建てられた邸宅。東三条院とも。現在の京都市中京区押小路通釜座西北角の付近にあたる。摂関家当主の邸宅の一つで、特に藤原兼家の主邸であったところから彼を「東三条殿」と号し、またその娘藤原詮子の里第であったところから、彼女は出家後に「東三条院」の院号を与えられて、初の女院となった（ただし、女院となってからは東三条殿に住んでいない）。後院や里内裏としても用いられ、特に11世紀後半からは摂関家の象徴的邸宅として重視され、保元の乱の舞台ともなった。また、太田静六によって寝殿造の代表例とされて以来、建築史の研究対象としても重視されている。

## 摂関期

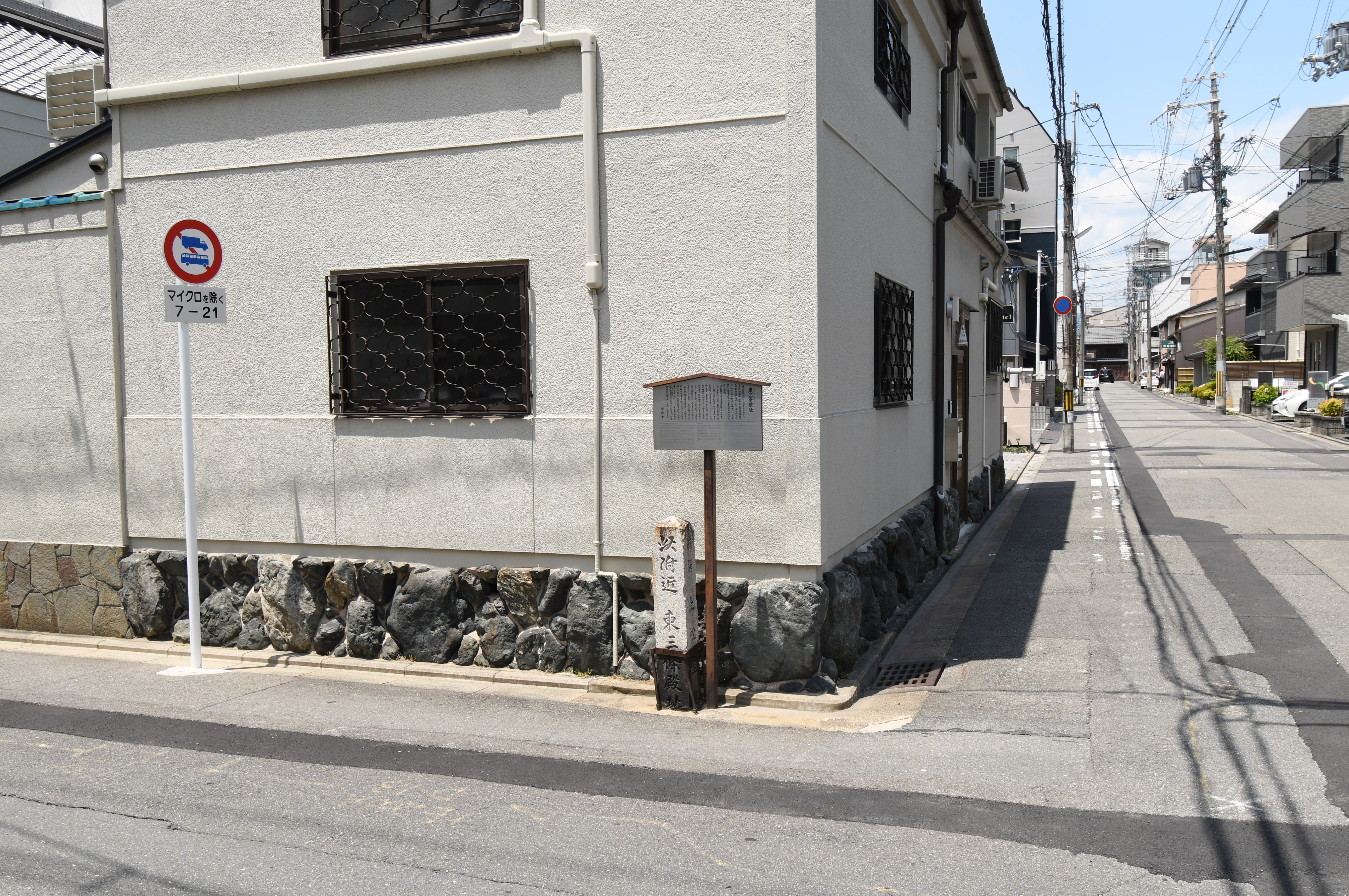
東三條殿址碑

### 9世紀の東三条殿
『二中歴』・『拾芥抄』にその所在地とともに忠仁公藤原良房（804年 - 872年）の家と見え、貞信公藤原忠平（880年 - 949年）、藤原兼家（929年 - 990年）が伝領したほか、重明親王（906年 - 954年）の家であったとも伝えるが、初期の伝領関係や使用歴には不明な点が多い。良房の主たる邸宅としては、平安京北東に東一条殿（小一条殿、父藤原冬嗣から伝領）や染殿があり、同時代の記録上に東三条殿の名は見えない。ちなみに、右京にあった弟藤原良相の邸宅は西三条殿と呼ばれた。一方、東三条殿の西には、西洞院大路を挟んで、冬嗣の邸宅であった閑院（後に藤原基経邸、藤原兼通邸、藤原公季邸）があり、その更に西には堀河殿（基経邸、後に兼通邸）があった。
記録の上では、『日本紀略』仁和4年（888年）に太政大臣藤原基経の邸宅として「東京三条第」が見える。次いで寛平5年（893年）8月と寛平9年8月に「太上皇と皇后が東三条院に遷御した」と見え、そのまま当時の上皇に比定するとそれぞれ陽成上皇、宇多上皇に関わる記事と考えられるものの、両記事の内容が日付を含めほぼ同文であることや、この時期皇后は不在のことから、疑問が残る。後者について『扶桑略記』により詳しい記事があるところから、『大日本史料』では譲位直後の宇多上皇と皇太后班子女王の記事としてのみ採録する。上皇は約半年後に朱雀院に移っている。

### 忠平邸から兼家邸へ
忠平の日記『貞信公記』には承平1年（931年）2月に「東三条」から書状を送ったことが見え、この頃には忠平の所有であったらしい。天暦元年（947年）10月には村上天皇女御藤原述子（忠平孫）が東三条第で没している。また重明親王は忠平の女婿であったことから、一時期その家であったという伝承も史実と考えられている。重明親王邸時代の説話は『今昔物語集』や『中外抄』等に見え、左近桜を重明親王邸から内裏に移したという伝承も東三条殿に関わるとも言われる。
その後、忠平の孫である藤原兼家の妻の一人が記した『蜻蛉日記』の安和2年（969年）閏五月の段に、「新しきところ作るとて通ふたよりに」立ち寄ってくる等とあり、翌年初頭の段には「めでたく作りかかやかしつるところに、明日なむ、今宵なむとののしる」とあることから、この頃に兼家が東三条第を改築して自邸としたと考えられている。ちょうど安和元年に兼家長女の藤原超子が冷泉天皇に入内しており、その里第としての機能があったとする説もある。当時の構造は中央に寝殿が置かれてその左右に東西の対が連なる本院と、敷地の南側に別邸である南院を配置していたとされる。この後、東三条殿は兼家の主邸となったため、彼のことを「東三条殿」と号す。犬猿の仲の兄藤原兼通は近くの堀河殿を主邸として「堀河殿」と呼ばれ、『栄花物語』には東三条殿へ向う車馬を兼通側が監視した様が描かれている。
なお、安和2年（969年）8月、冷泉天皇が円融天皇に譲位した際に、皇后昌子内親王は「東三条」に移っているが、この御所はその後「三条院」「三条御所」等とも呼ばれ、正暦2年（991年）に焼亡しており、別の邸宅であったらしい。
超子は天延4年（976年）、東三条殿で居貞親王（後の三条天皇）を産み、同じく超子の生んだ為尊親王・敦道親王も東三条殿で育った。また、円融天皇の女御であった兼家次女藤原詮子は南院を里第とし、天元3年（980年）にはここで懐仁親王（後の一条天皇）を産んだ。
永観2年（984年）3月、東三条殿は焼亡する。当時、内裏は近くの堀河殿にあり、東宮師貞親王は隣の閑院にいたため、多くの公卿が付近に駆け付けたという。ただ、南院は焼亡を逃がれたらしく、懐仁親王は、同年8月、立太子とともに南院から内裏の凝華舎へ移っている。また、寛和元年（985年）には、詮子と懐仁親王のいる東三条第南院を円融上皇が訪れている。翌年6月末に懐仁親王が一条天皇として即位すると、7月に詮子は東三条第南院で皇太后に立后され、内裏に移った。追って南院では居貞親王が元服・立太子している。
摂政となった兼家は、翌永延元年（987年）、東三条第本院を再建し、7月には移り住んだ。『大鏡』によると、この時に西対を内裏の清涼殿に模して建てたために批判を浴びたという。8月末には南院に詮子が入っている。『大鏡』によれば、この頃、詮子は源高明の娘明子を東三条殿の東対に住まわせて姫宮のようにもてなし、藤原道長を通わせたという。

### 道隆時代
正暦1年（990年）7月の兼家の死後、東三条殿は父の後を継いで摂関となっていた嫡男道隆に継承されたと見られる。同年10月に、中宮藤原定子は東三条第より入内している 。また、引き続き詮子の里第として用いられたらしく、詮子は幾度か内裏から職御曹司を経て東三条第（南院）に下っている。
翌年の正暦2年（991年）9月、詮子は職御曹司で出家して日本最初の女院となり、この居宅の名より「東三条院」を院号とした。ただ、11月に内裏を退出して以降は、道長の土御門殿を御所とし、東三条殿に住むことはなかった 。
正暦4年（993年）3月、摂政道隆の邸宅であった東三条第の南院が全焼する。本院は焼失を免れたらしく、南院もすぐに再建され、翌年11月には完成した。『大鏡』には、この頃に道隆嫡男の伊周が南院において弓の遊びを開催した際に、思いかけずやってきた道長を道隆が歓待したが、弓の勝負で自家の繁栄を誓言した道長が勝って青ざめたという逸話が伝えられている（ただしこの南院は伊周邸の二条殿とする解釈もある）。また、長徳元年（995年）1月、冷泉上皇の御所鴨院が焼亡した際には、近傍ということもあり、東三条第に難を逃れている。長徳元年（995年）4月、病の重くなった道隆は南院で出家した後、薨じた。

### 道長・頼通時代
道隆の死後の具体的な伝領過程は明らかでないが、道隆の子供達が道長との政争に敗れた影響か、間もなく道長の所有となったらしい。
長保元年（999年）7月、居貞親王が東三条殿に入り、その御所となっているが、長保2年12月、ここで居貞親王の子敦明親王の読書始が行なわれた際に、藤原行成は「左大臣（道長）東三条第」と明記している。
一方、東三条院詮子は、長徳4年（998年）10月頃、土御門殿から道長が新しく購入した一条殿に移り、長保1年7月には再び土御門殿に戻っている。長保2年頃よりは病が重くなり、頻繁に御所を移しているが、長保3年閏12月、藤原行成の邸宅に移り、崩御した。
長保4年（1002年）8月、東宮妃藤原原子の薨去により居貞親王は大炊御門殿に移る。その後、道長は東三条殿を改築し、敷地の西側にあった泉の水を庭園に活用するために西対を廃した。寛弘2年（1005年）2月に完成し、道長の移徙の儀が行なわれたが、道長の主邸は引き続き土御門殿であった。同年11月末から約3ケ月は内裏の火災のため、一条天皇の里内裏となり、東宮居貞親王は南院に入った。寛弘3年3月、内裏が一条院に移った直後に、冷泉上皇が「三条院」に、次いで「南院」に移っており、10月の「南院」焼亡の際には東三条殿に避難している。この「南院」は再建の後、寛弘5年12月より再び冷泉上皇の御所となって、寛弘8年（1011年）10月に上皇はここで崩御した。なお、南院は『栄花物語』に敦道親王（981年 - 1007年）の居宅として見え、寛仁2年（1019年）に没した敦康親王も「南院」で薨去したとされる。ただし、冷泉上皇の御所であった南院を含め、これらの事項は史料上「南院」「みなみの院」等とのみ記されることが多く、東三条殿の南院であるかどうかには異論もある。
寛弘8年（1011年）6月、居貞親王（三条天皇）は一条院内裏で践祚の後、東三条殿で約2ケ月を過ごしてから、内裏に移った（なお、この内裏は寛弘3年に完成した後、未使用のままおかれていた）。東三条殿は道長娘の三条天皇中宮藤原妍子の御所として使用されたが、長和2年（1013年）1月に火災で焼失した。
その後、東三条殿は再建されないままに道長嫡男頼通に譲られた。万寿2年（1025年）12月から再建が始まったが、再建中の長元2年（1029年）に既に東三条殿に移り住んでいた頼通が病に倒れたところ、陰陽師から「住所鬼霊」すなわちこの邸宅で死去し、息子たちを道長に失脚させられた道隆の怨霊が病を惹き起こしたと進言をされ、頼通は一時退避して道隆・道長の叔父にあたる深覚（兼家の弟）が調伏のための祈念を行ったという。結局、完成間近の長元4年（1031年）4月に再度焼失した。長暦2年（1038年）より再度造営が始まり、長久4年（1043年）にようやく完成を見た。この年12月、内裏であった一条院が焼亡すると、東三条殿が後朱雀天皇の里内裏となり、寛徳2年（1045年）1月に天皇は東三条殿で崩御した。

## 院政期

### 摂関家の儀式場

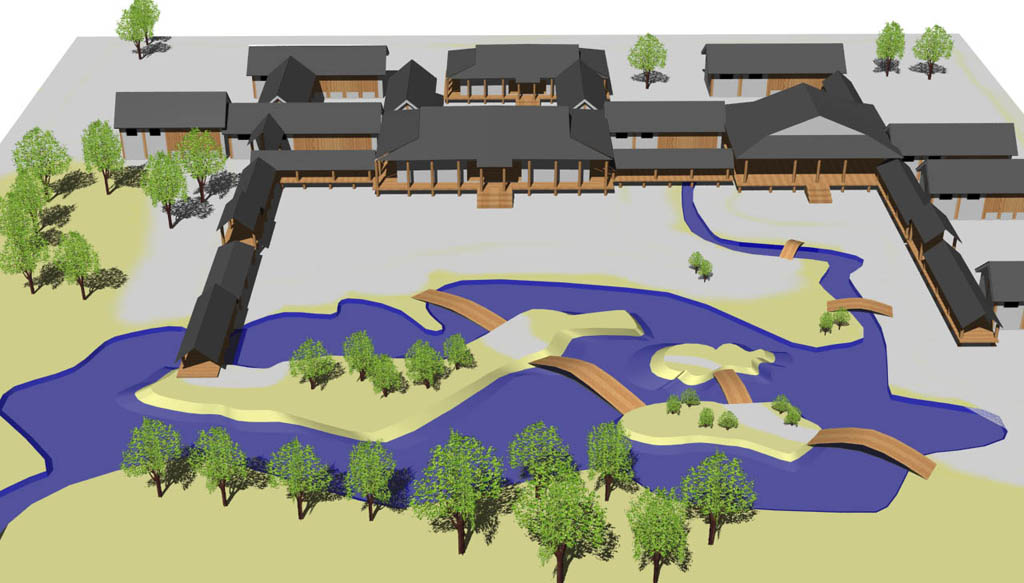
東三条殿復元図

頼通はその後も東三条第には住まず、長女の後冷泉天皇皇后藤原寛子の御所となった後、嫡男藤原師実の所有となった。『中外抄』によれば、師実は元服の後、東三条殿で生活したという。一方、川本重雄によれば、師実は大臣となった康平3年（1060年）頃より東三条殿を大饗等の行事を行う邸宅とするようになり、特に承保2年（1075年）に叔父藤原教通から藤氏長者（摂関家当主） を引き継ぐと、摂関家の象徴である朱器台盤をここに移し、以後、子女の五十日、元服、立后など、大規模な儀式を行なう場とした。これはこの頃より日常生活を営む邸宅は対屋を主体とした造りとなっており、大饗等を行える大きな寝殿を持つ東三条殿は、儀式専用の邸宅となったためという。
東三条殿の所有権（券文）は、康和1年（1099年）3月、藤氏長者を継いでいた嫡男藤原師通に譲られたが、3ヶ月後に師通が死去したため、所有権は再び師実に戻り、2年後のその死後は正妻の源麗子の管理下に置かれた。この間も東三条殿は摂関家の儀式の場として用いられ、永久2年（1114年）に麗子が没すると、東三条殿を含む所領は師通の嫡男藤原忠実の所有となった。翌年7月、忠実は東三条殿に移り、2年後に新造の鴨院に移るまで滞在した。『類聚雑要抄』にはこの移徙の儀等、この時期の東三条殿を舞台にした儀礼の様子が図面とともに収められている。また、後白河院の命で製作された『年中行事絵巻』の大饗等の場面も東三条殿を舞台としているとされる。
保安元年（1120年）1月、忠実は嫡男藤原忠通に東三条殿の所有権を譲った。同年11月、白河院により忠実の内覧が停止され、翌年初めに忠通が関白に就任した後も、東三条殿は摂関家の大規模な行事の会場として用いられた。長承4年（1135年）に忠通の後継者であった弟藤原頼長が近衛大将に任じられた頃から、頼長の重要儀式にも用いられている。

### 摂関家の内紛から廃絶まで
康治2年（1143年）、忠通に男子基実が生まれたことにより、摂関家の継承をめぐり、忠実・頼長と忠通の間に対立が生じた。この頃から、忠通は前年に修造した近衛殿も大規模儀式にも利用するようになった。
忠通・頼長の不仲は次第に深刻化し、特にそれぞれの養女の近衛天皇への入内・立后を巡って鋭く対立したが、東三条殿もその舞台の一つとなっている。まず、久安5年（1149年）12月末から1ヶ月間、東三条殿は近衛天皇の元服のためにその里内裏となった。背景には、近衛天皇が忠通娘の藤原聖子を准母としていたことがある。年があけた1月、引き続き東三条殿を内裏としていた近衛天皇のもとに、頼長の養女藤原多子が入内し、3月に高陽院で皇后に冊立された。これに対し、4月には、忠通の養女藤原呈子が東三条第から近衛天皇のもとに入内し、6月に東三条殿で中宮に冊立された。
頼長を寵愛し、従来の取り決め通り、忠通から頼長への藤氏長者継承を求める忠実は、同年9月、源為義ら武士を引き連れて、関白忠通が滞在する東三条殿に乗り込み、忠通を勘当し、藤氏長者と東三条殿、朱器台盤等を没収して、頼長に与えた。その後、東三条殿は頼長家の重要儀式の場となった。
その後も忠通と頼長の対立は解消せず、保元元年（1156年）7月2日、抑えとなっていた鳥羽法皇が崩御すると、事態は急展開した。『保元物語』によれば、東三条殿には頼長と結ぶ崇徳上皇方の軍勢が集結し、謀反を計画したという。7月8日、頼長の宇治滞在中に、後白河天皇の軍が東三条殿を接収した。これをきっかけに、後白河天皇・忠通側と崇徳上皇・頼長側による保元の乱が勃発し、3日後には天皇と藤原忠通以下、天皇側の文武百官がここに立て籠もった。この乱で勝利した天皇は忠通に東三条殿を返還した。
乱の翌年、忠通は東三条殿の修理を行ない、7月から1月ほど後白河天皇が里内裏として利用した後、忠通娘の藤原聖子（皇嘉門院）に譲られた。里内裏とした際には、寝殿を紫宸殿、東対を清涼殿に充てて、遣水の上にある御車寄廊を常御所として用いたことが、『兵範記』に記録されている。その後、二条天皇も一時期里内裏として利用した。
その後、皇嘉門院から忠通嫡男の近衛基実（近衛家 始祖）に譲られたが、仁安元年（1166年）7月に基実が早逝すると、その室平盛子が伝領した。10月には平滋子所生の皇太子憲仁親王（後の高倉天皇）の立太子の儀が行なわれ、そのままその御所となったが、同年12月末、憲仁親王の着袴の儀が行なわれた2日後に火災で焼失した。以後は再建されずに荒廃し、しばしば里内裏となった閑院に面する「東三条の森」となった。

## 角振隼明神
経緯は不明ながら、東三条殿の西北隅には、春日社と関わりの深い角振明神・隼明神の2社が勧請され、鎮守となっていた。兼家が東三条殿を新造した永延元年（987年）10月、一条天皇の行幸を受けて従四位下に加階され、道長の改築後の寛弘3年（1006年）3月にも一条天皇の里内裏となったことにより正二位に加階された。その後、久安6年（1150年）、近衛天皇の元服の里内裏となった際にも加階を受けた。
『栄花物語』には「三条院の隅の神の祟り」が東三条院詮子の病を悪化させたと語られ、『中外抄』には東三条殿にで真言法を受けていた時に天狗法師が数人現われたため、忠実が「角明神」を呼んで追い払ったことが語られ、後に夢の中の出来事として『春日権現験記』第4巻に絵画化されている。『中外抄』には他にも角振明神を篤く信仰し、その板敷を寝殿の板敷より高くしていたこと等が語られている。また、『今昔物語集』巻19には、この社の神が顕現し、いつも拝んでいた僧に報恩する話が収められている。